# 里奥村
里奥村（西班牙語：Villar del Río）是西班牙卡斯蒂利亚-莱昂索里亚省的一个市镇。总面积127平方公里，总人口169人（2001年），人口密度1人/平方公里。